# Reggae Gold 2008
Reggae Gold 2008 – szesnasty album z serii składanek Reggae Gold, wydawanej przez nowojorską wytwórnię VP Records.
Płyta ukazała się 17 czerwca 2008 roku, wraz z bonusowym CD zawierającym remixy wszystkich utworów, autorstwa japońskiego soundsystemu Mighty Crown. Produkcją całości zajęli się Chris Chin oraz Joel Chin.
5 lipca 2008 roku album osiągnął 1. miejsce w cotygodniowym zestawieniu najlepszych albumów reggae magazynu Billboard i utrzymywał się na szczycie jeszcze przez 15 kolejnych tygodni (ogółem był notowany na liście przez 63 tygodnie).

## Lista utworów
1. Stephen Marley & Damian Marley - "The Mission"
2. Enur & Natasja - "Calabria 2008"
3. Serani & Bugle - "Doh"
4. Mavado - "Money Changer"
5. Beenie Man - "Wine Gal"
6. Serani - "She Loves Me"
7. Wayne Wonder & Trina - "For My Love"
8. Collie Buddz - "Blind To You"
9. Bugle - "Journeys"
10. Tarrus Riley - "Ease Off"
11. Richie Spice - "The Plane Land"
12. Etana - "Warrior Love"
13. Jamelody - "Pressure"
14. YT, Million Stylez, Mr. Williamz, Blackout JA, Iverse & Jah Knight - "Champion Sound"
15. Melanie Hall - "Somebody Come Get Me"
16. Fantan Mojah - "Stronger"